# 反NP
在計算複雜度理論上，反NP類是複雜度類的其中一類。

## 定義
一個問題{\displaystyle {\mathcal {X}}}是反NP的成員，若且唯若，它的補全{\displaystyle {\mathcal {X}}^{\rm {C}}}必定是在複雜度NP；用數學符號來寫，{\displaystyle \mathbf {CoNP} :=\{L|L^{\rm {C}}\in \mathbf {NP} \}}。
簡單來說，反NP複雜度，是高效率而又可核實地證明命題為錯的組群，當中的佼佼者是立即找到反例存在。
其中一個NP完全問題的例子是子集合加總問題：給一個整數集合，問是否存在某個非空子集中的數字和為0？ 例：給定集合{−7, −3, −2, 5, 8}，答案是是，因為子集合{−3, −2, 5}的數字和是0。
補全問題在反NP中就會要求：給有限的整數集，是否每個非空子集之總和皆不為0？你的證明只要必須給出事例，敘述"沒有"指定求和到零的一個非空子集，而這證明必須可以在合理時間內驗證。

## 與其他複雜度的關係
複雜度P，是多項式時間可解的問題集合，是一個NP和反NP的子集。P通常認定是一個在此兩類別下的嚴格子集（但無法驗證是落在兩個集合的哪一邊）。NP和反NP通常認為是不相等的。如果那樣，NP完全問題將不會落在反NP問題中，且反NP完全問題將不會落在NP中。
本問題可由下述步驟粗略證明：假設有個NP完全問題{\displaystyle {\mathcal {X}}}處於反NP問題的集合中，由於所有NP問題可被變換成{\displaystyle {\mathcal {X}}}問題，因此我們可以為所有NP問題建造一個可在多項式時間判定其補性質的非確定型圖靈機，意即NP是反NP的子集。因此NP問題的補集合是一個反NP問題的補集合的子集，意即反NP是NP的子集。由於我們已知NP是反NP的子集，因此表示這兩個集合是一樣的，這證明了沒有反NP完全問題可在NP類之中的性質是對稱的（Symmetrical）。
用數學符號嚴格證明：假設一個問題{\displaystyle {\mathcal {X}}}是NP完全，{\displaystyle \mathbf {NP} =\mathbf {CoNP} }，若且唯若{\displaystyle {\mathcal {X}}\in \mathbf {CoNP} }。以下的證明是不能從以上文字直接看得出：
{\displaystyle \Rightarrow }
若{\displaystyle \mathbf {NP} =\mathbf {CoNP} }，{\displaystyle {\mathcal {X}}\in \mathbf {NP} \Rightarrow {\mathcal {X}}\in \mathbf {CoNP} }
{\displaystyle \Leftarrow }
{\displaystyle \mathbf {NP} \subseteq \mathbf {CoNP} }：如果{\displaystyle {\mathcal {L}}\in \mathbf {NP} }。很明顯地，若{\displaystyle {\mathcal {X}}}是NP完全，自然{\displaystyle {\mathcal {X}}} 是NP難，{\displaystyle {\mathcal {L}}\leq _{p}{\mathcal {X}}}，所以{\displaystyle {\mathcal {L}}^{\mathrm {C} }\leq _{p}{\mathcal {X}}^{\mathrm {C} }}。但{\displaystyle {\mathcal {X}}\in \mathbf {CoNP} }亦即代表{\displaystyle {\mathcal {X}}^{\mathrm {C} }\in \mathbf {NP} }，所以{\displaystyle {\mathcal {L}}^{\mathrm {C} }\in \mathbf {NP} }，最終 {\displaystyle {\mathcal {L}}\in \mathbf {CoNP} }。
{\displaystyle \mathbf {NP} \supseteq \mathbf {CoNP} }：{\displaystyle {\mathcal {X}}\in \mathbf {CoNP} \Rightarrow {\mathcal {X}}^{\mathrm {C} }\in \mathbf {NP} \Rightarrow {\mathcal {X}}^{\mathrm {C} }\in \mathbf {CoNP} \Rightarrow ({\mathcal {X}}^{\mathrm {C} })^{\mathrm {C} }={\mathcal {X}}\in \mathbf {NP} }
如果一個問題可被證同時為NP與反NP，則通常我們將會視作本問題不是NP完全命題的強力假設（若非如此，則NP相等於反NP）。

## 應用
一個同時在NP與反NP集合的有名問題是整數分解：給兩個正整數m與n，決定m是否有小於n且大於1的因數。
第一個问题的方法很清晰：如果m的確存在一個滿足條件的因子，則長除法即可驗證；另一個问题的方法就困難且精妙多了：你必須將m的所有質數因子列出，並為每個因子提供質數性質的證明。
整數因子分解常與質數性質問題混淆在一起，整數因子化據信是NP或反NP，而質數問題落在類別P。

## 文內注釋
1. ↑  參考: http://www.math.princeton.edu/~annals/issues/2004/Sept2004/Agrawal.pdf （页面存档备份，存于）

## 外部連結
- Complexity Zoo: coNP